# Raymond Washington
Raymond Lee Washington (født 14. august 1953, død 9. august 1979) var den oprindelige grundlægger af South Central Los Angeles banden Crips.